# Schmittenhöhe
| Fakta     |             |
| --------- | ----------- |
| Højde     | 1.965 meter |
| By        | Zell am See |
| Bjergkæde | Alperne     |

Schmittenhöhe er et 1.965 meter højt bjerg beliggende i Salzburgerland i Østrig. Bjerget danner sammen med Kitzsteinhorn Europa Sport region. Der er rig mulighed for at dyrke skisport på bjerget. Der er nemlig 77 km. pister. Fra byen Zell am See, går der gondollifte op til toppen, hvor der er et lille kapel. Byen er kendt for sit heftige after-ski.
- Schmittenhöhes hjemmeside

47°19′45″N 12°44′16″Ø / 47.32917°N 12.73778°Ø
|  | Infoboks uden skabelon Denne artikel har en infoboks dannet af en tabel eller tilsvarende. |